# Olympische Winterspiele 2010/Teilnehmer (Neuseeland)
| Gelbes Symbol für Goldmedaillen mit stilisierten Olympischen Ringen | Graues Symbol für Silbermedaillen mit stilisierten Olympischen Ringen | Braundes Symbol für Bronzemedaillen mit stilisierten Olympischen Ringen |
| ------------------------------------------------------------------- | --------------------------------------------------------------------- | ----------------------------------------------------------------------- |
| —                                                                   | —                                                                     | —                                                                       |

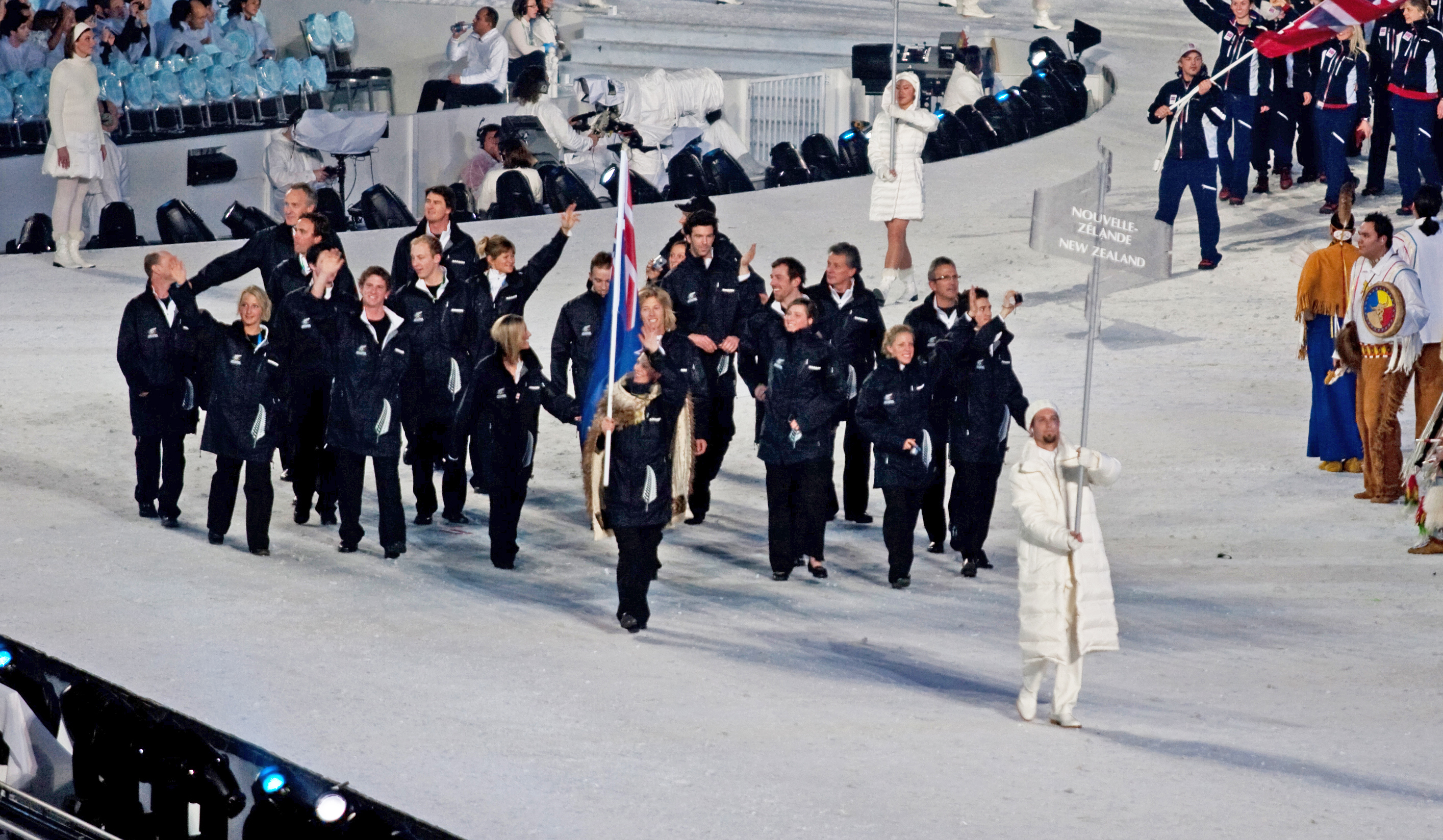
Einmarsch der neuseeländischen Delegation

Neuseeland nahm mit 16 Sportlern an den Olympischen Winterspielen 2010 in Vancouver teil. Das New Zealand Olympic Committee gab ihre Namen am 28. Januar 2010 bekannt.

## Biathlon
Frauen
- Sarah Murphy

## Eisschnelllauf
Männer
- Shane Dobbin
5000 m: 17. Platz

## Freestyle-Skiing
Frauen
- Michelle Greig

## Shorttrack
Männer
- Blake Skjellerup

## Skeleton
| Männer - Iain Roberts - Ben Sandford | Frauen - Tionette Stoddard |

## Ski Alpin
Männer
- Tim Cafe
Super-G: 38. Platz
- Ben Griffin
Riesenslalom: ausgeschieden im ersten Durchgang
Super-G: ausgeschieden

## Skilanglauf
| Männer - Benjamin Koons 50 km Massenstart (klassisch): 46. Platz | Frauen - Katherine Calder |

## Snowboard
| Männer - Mitchell Brown - James Hamilton | Frauen - Juliane Bray - Kendall Brown - Rebecca Sinclair |